# Sở thích

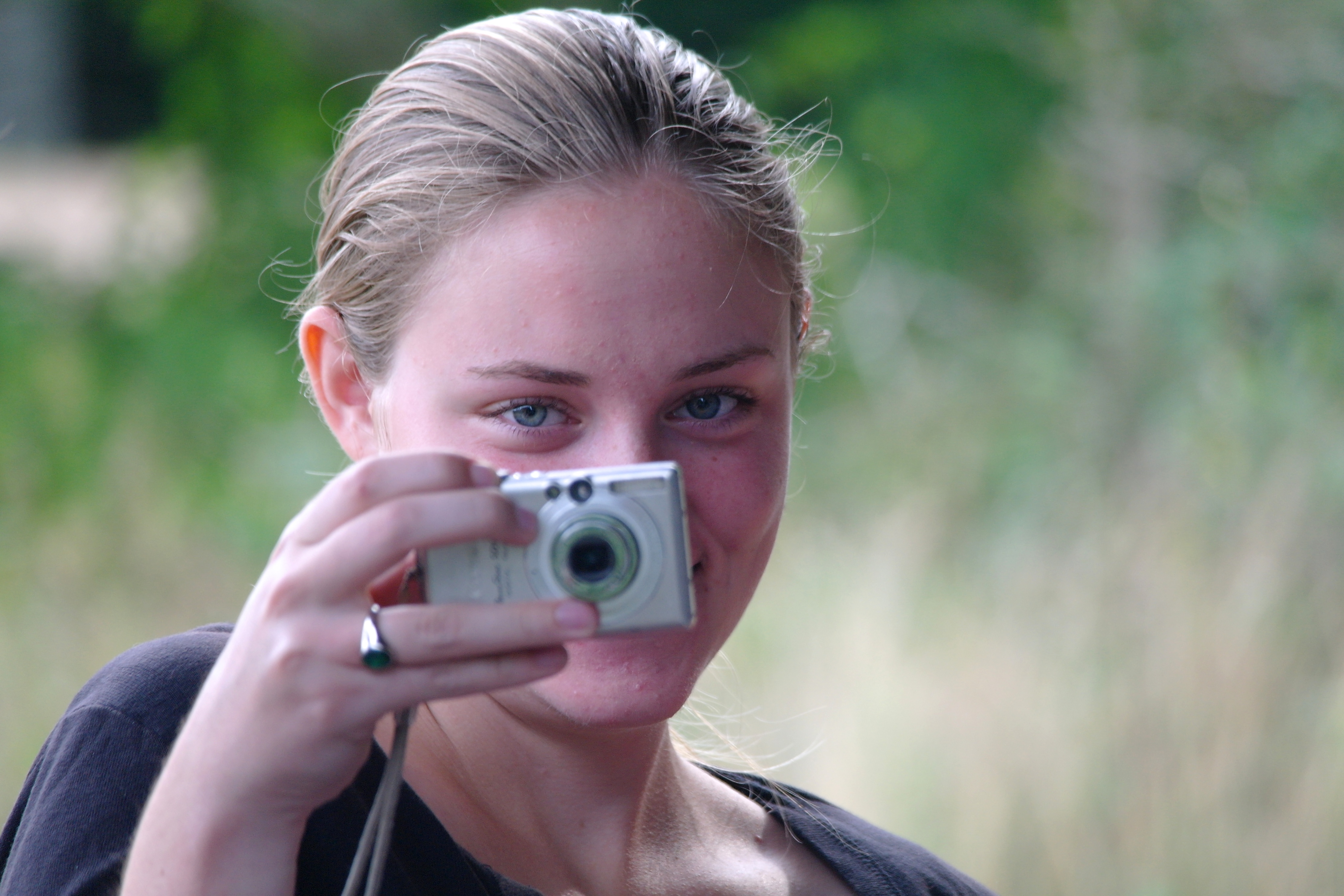
Sở thích chụp ảnh

Sở thích là những hoạt động thường xuyên hoặc theo thói quen để đem lại cho con người niềm vui, sự phấn khởi trong khoảng thời gian thư giãn. Sở thích cũng chỉ về sự hứng thú, thái độ ham thích đối với một đối tượng nhất định khiến tâm tư của họ được thoải mái, hạnh phúc, hoặc có thể qua đó tạo thành động lực lớn để theo đuổi.

## Đối tượng
Sở thích của con người thường có đối tượng rất rộng và không giống nhau ở mỗi người, như có những trường hợp có hứng thú về các hoạt động sáng tạo, nghệ thuật (hội họa, làm thơ, làm vườn, nghe nhạc), nhưng cũng có sở thích về thể thao (chơi bóng đá, xem bóng đá), ẩm thực (uống trà, uống cà phê), giải trí (chơi điện tử, xem ti vi, lướt Internet, đọc truyện tranh) hoặc những sở thích mày mò, kỹ thuật, liên quan đến nghiên cứu (đọc sách, viết văn) hoặc những sở thích bộc bạch, tự sự cá nhân (viết nhật ký, tự truyện, blog), những sở thích sưu tập đồ vật quý của giới thượng lưu.
Nói chung người ta tham gia vào các hoạt động này để giải trí hoặc cho thư thái vui vẻ như một người nghiệp dư trái ngược với những người tham gia vào các công việc, các hoạt động để được trả tiền, thù lao hay nhận lương. Một tay nghiệp dư có thể có tay nghề hoặc trình độ cao hơn những người chuyên nghiệp nhưng họ tham gia vào công việc, hoạt động một cách tùy hứng cho vui chứ không phải bắt buộc hoặc nhằm đạt thù lao.